# Scutellospora rubra
Scutellospora rubra är en svampart som beskrevs av Stürmer & J.B. Morton 1999. Scutellospora rubra ingår i släktet Scutellospora och familjen Gigasporaceae.   Inga underarter finns listade i Catalogue of Life.